# Метрополитен Филадельфии
Метрополитен Филадельфии — метро города Филадельфии (США). Четвёртый по возрасту метрополитен в США. До 1939 года управлялся компанией Philadelphia Rapid Transit Company, впоследствии до 1968 года компанией Philadelphia Transportation Company. В настоящее время обслуживается транспортной компанией SEPTA и состоит из двух линий. По пассажиропотоку занимает шестое место в США, ежедневно услугами метро пользуются 289 300 человек. Общая длина системы составляет 40,9 км (25 миль). Состоит из 53 станций. Помимо Филадельфийского метрополитена, в городе действует обширная система пригородного-городских электропоездов, подземная в цетре города трамвайная система и линия междугороднего метрополитена соединяющая Филадельфию и Камден.

## История
Строительство эстакадного метрополитена началось в городе в апреле 1903 года, начальный участок «Транспортный Центр 69-й Улицы» — «15-Улица» открылась в 1907 году. Уже в следующем году была открыта подземная участок до станции «2-я Улица», а до 1920-х открылась в полном составе. В 1956 году участок от станции «40-я Улица» до «22-я Улица» были перенесены в новый тоннель, а эстакада была разобрана. Начиная с конца 1980-х годов началась поэтапная реконструкция станций и путей завершившейся в начале 2000-х.
Первый участок Оранжевой линии от станции «Мэрия» до «Олни» был открыт в 1928 году.

## Линии
В метрополитене две линии: Синяя (Маркет-Франкфорд) и Оранжевая (Брод-стрит). Обе линии работают с 5:00 до 1:00.

### Синяя линия (Маркет-Франкфорд)
Синяя линия, также известная как Линия Маркет-Франкфорд, имеет протяжённость 20,8 км и 28 станций. Лишь примерно треть линии проходит под землёй, остальная часть идёт по эстакаде. Линия начинается на западе города на станции «Транспортный Центр 69-й Улицы», являющейся большим пересадочным узлом на пригородные линии. Далее эстакадой над Маркет-Стрит направляется на восток в центр города, после станции «46-я Улица» спускается под землю, где, начиная со станции «30-я Улица», к линии присоединяется подземный трамвай. На всём совместным с трамвайной линией участке тоннель является четырехпутным, на станциях осуществляется прямая бесплатная пересадка с трамвая на метро. Станции «15-я Улица» и «8-я Улица» являются пересадочными на Оранжевую линию, с «8-й Улицы» также возможно пересесть на поезда линии междугороднего метрополитена PATCO. После станции «2-я Улица» линия резко поворачивает на север и поднимается на эстакаду, по которой доходит до своей северо-восточной конечной станции «Транспортный центр Франкфурта», где можно пересесть на троллейбус.

### Оранжевая линия (Брод-стрит)
Оранжевая линия, также известная как Линия Брод-Стрит, имеет протяжённость 20,1 км и 25 станций. Линия практически полностью подземная, проходит под одноименной улицей, наземной является только северная конечная станция. На севере линия начинается на станции «Транспортный центр Ферн Рок», с которой можно пересесть на пригородную железнодорожную линию, далее направляется на юг через центр города. От северной конечной до станции «Уолнат-Локуст» линия построена четырёхпутной. Это позволяет организовать на линии одновременно движение так называемых локальных поездов, останавливающихся на каждой станции, и поездов-экспрессов, которые благодаря значительно меньшему количеству остановок позволяют пассажирам значительно быстрее попасть в центр города. При движении на юг на станции «Феирмонт» существует ответвление к пересадочному узлу с Синей линией и линией междугороднего метрополитена PATCO— станция «8-я Улица».